# Persona (go!go!vanillasの曲)
『Persona』（ペルソナ）は、日本のロック・バンド・go!go!vanillasが2024年10月9日にIRORI Recordsより配信リリースした楽曲である。

## 概要
前作「来来来」以来およそ2ヶ月ぶりとなる配信シングルで、アルバム『Lab.』からの先行シングル。
ジャケットアートワークは、「来来来」に引き続き花房真也が担当した。
テレビ東京系ドラマプレミア23『Qrosの女』オープニングテーマとして書き下ろされた楽曲。地上波ドラマのテーマソングを担当するのはバンドとして2回目である。
本楽曲のドラマオープニングテーマ起用に際して、牧は以下のようにコメントした。
| 「                       | 誰もがペルソナを被らなければ生き残れない修羅の時代。 そんな「悲劇」を「喜劇」へと写し替えるHOPEになればと、この曲を書きました。 「Qrosの女」の劇中で渦巻く人間模様と「Persona」が月曜の夜をより深いひと時へと導きますように。 | 」 |
| —牧達弥 (go!go!vanillas) | |    |

### リリース
2024年9月28日、本楽曲がテレビ東京系ドラマプレミア23『Qrosの女』オープニングテーマに決定したことと、10月9日に配信リリースされることが発表され、同時にアートワークも公開された。
10月1日に公開されたドラマの60秒予告映像にて楽曲の音源が一部解禁された。
10月7日、ドラマの初回放送のオープニングにて楽曲が初オンエアされた。
10月9日、楽曲の配信開始と同時にMVのティザー映像が公開された。
ドラマの第2話の放送日であった10月14日、MVが公開された。
10月21日、ミュージックビデオ撮影の舞台裏やメンバーへのインタビューなどを収録した映像が公開された。
10月28日放送の第4話に長谷川プリティ敬祐（Ba）とジェットセイヤ（Dr）がゲスト出演した。

## 批評
音楽ライターの石角友香は、本作を「うごめく感情やクライムサスペンス風の物語をうねるマンチェビートに映す1番から2Aまでの展開、そこから速いスカのビート、ホラーチックなウワモノの追加、追走劇を思わせる8ビートへと目まぐるしく変化するメンタルブレイクな構成も見事。」と評した。

## 楽曲解説
1. Persona (03:06)
作詞・作曲：牧達弥
編曲：go!go!vanillas、井上惇志
  - アルバム『Lab.』に収録されている。
  - テレビ東京系ドラマプレミア23『Qrosの女』オープニングテーマとして書き下ろされた楽曲[14]。
  - MVが存在する[15]。プリティが牧の胸ぐらを掴むシーンから始まり、メンバーがAIで生成された存在しない人々の顔写真に囲まれながら演奏するシーンや牧が何かから逃げるシーンなどで構成されている[16]。監督は中澤太[17]。

## 参加ミュージシャン
go!go!vanillas
- 牧達弥（ボーカル・ギター・プログラミング）
- 柳沢進太郎（ギター・ボーカル）
- 長谷川プリティ敬祐（ベース）
- ジェットセイヤ（ドラムス）

Additional Musicians
- 井上惇志 （showmore）（クラビネット・ローデス・オルガン・エーストーン・シンセサイザー）

## タイアップ
- テレビ東京系ドラマプレミア23『Qrosの女』オープニングテーマ[18]

## ライブ映像作品
- LIVE FILM「東京 Lab. ストーリー」2024.11.10 両国国技館
- SCARY MONSTERS EP